# Północne jota Akwarydy
Północne jota Akwarydy (Północne ι Akwarydy, NIA) – rój meteorów aktywny od 11 do 31 sierpnia. Jego radiant znajduje się w gwiazdozbiorze Wodnika, w pobliżu gwiazdy jota Aquarii. Maksimum roju przypada na 20 sierpnia, jego aktywność jest określana jako średnia, a obfitość (ZHR) roju wynosi trzy meteory/h. Prędkość meteorów z roju wynosi 31 km/s.
W 2007 roku, decyzją Międzynarodowej Organizacji Meteorowej, rój Północnych jota Akwarydów został wraz z innymi rojami ekliptycznymi zastąpiony jednym, całorocznym rojem Antyhelion.